# Mike Myers
Michael "Mike" John Myers OC (Toronto, 25 de maio de 1963) é um ator, comediante, roteirista, produtor de cinema e dublador canadense. É conhecido por ter participado do Saturday Night Live e Wayne's World, por ter interpretado o agente Austin Powers, O Gato e por dar voz ao ogro Shrek.

## Biografia
Michael John Myers nasceu em 25 de maio de 1963 em Scarborough, Ontário, filho de pais imigrantes britânicos da área de Old Swan em Liverpool, Inglaterra.  Seu pai, Eric Myers, era um agente de seguros, e sua mãe, Alice "Bunny" E. Hind, era uma processadora de dados. Ambos eram veteranos da Segunda Guerra Mundial; seu pai serviu no Exército Britânico e sua mãe na Força Aérea Real. Ele tem dois irmãos mais velhos: Paul, um músico, e Peter. Ele cresceu nos distritos suburbanos de Toronto, North York e Scarborough, onde frequentou o Sir John A. Macdonald Collegiate Institute. Ele se formou no Stephen Leacock Collegiate Institute em 1982.

## Carreira
Atuou, produziu e escreveu o roteiro da série de filmes Austin Powers (Eleito Melhor filme de Comédia de Todos os Tempos pela Academia de Artes e Ciências Cinematográficas de Hollywood), Austin Powers: Um Agente Nada Discreto de 1997, Austin Powers: O Agente Bond Cama de 2000 e Austin Powers e o Homem do Membro de Ouro de 2002, como o personagem principal e o seu arqui-inimigo Dr. Evil, chegando a fazer no terceiro longa mais dois personagens ao mesmo tempo, totalizando quatro: Ígor Dão e Goldmember. Participou dos videoclipes de "Beautiful Stranger" de Madonna, de 1999 e de "Boys" de Britney Spears de 2002, que fazem parte das trilhas sonoras dos filmes Austin Powers: The Spy Who Shagged Me e Austin Powers e o Homem do Membro de Ouro, respectivamente.
É também o dublador na versão original do personagem Shrek em Shrek, Shrek 2, Shrek Terceiro e Shrek Para Sempre.
Trabalhou na adaptação do livro de Dr. Seuss para o cinema, como o personagem principal, O Gato, lançado nos Estados Unidos em 12 de dezembro de 2003 e no resto do mundo em 16 de janeiro de 2004. Em 2004, fez o filme Voando Alto do diretor brasileiro Bruno Barreto, ao lado de Gwyneth Paltrow. Em 2008, fez a comédia O Guru do Amor como o personagem principal, o guru Pitka.

## Vida pessoal
Foi casado com Robin Ruzan por 12 anos. Eles se casaram no dia 23 de maio de 1993 e se separaram em dezembro de 2005.
Em abril de 2014 Mike Myers e a mulher, Kelly Tisdale, foram pais pela segunda vez. O ator e Kelly Tisdale casaram-se em 2010 e são também pais de um menino, Spike, de dois anos. A bebê chama-se Sunday Molly.

## Filmografia

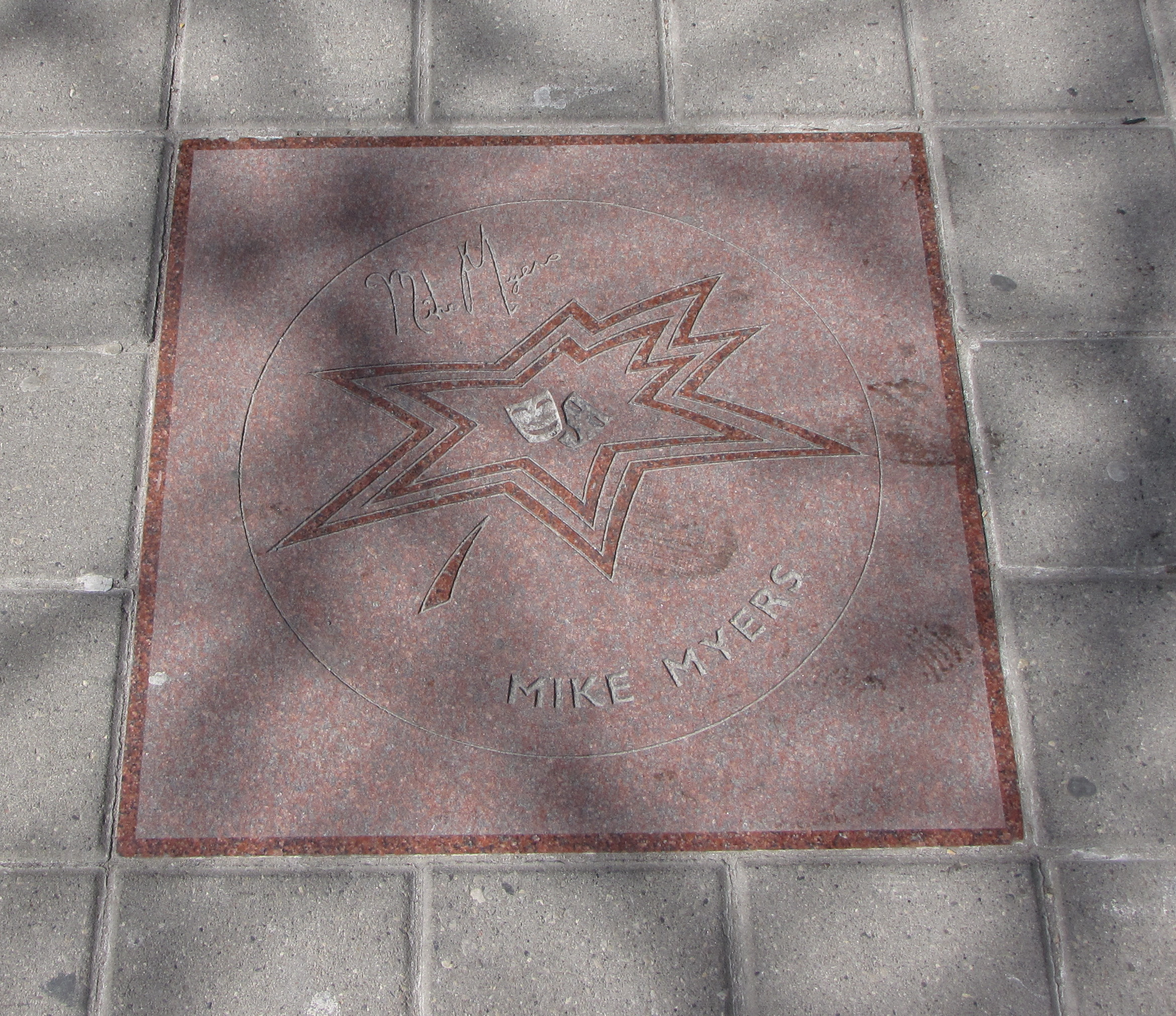
Estrela de Mike Myers na Calçada da fama do Canadá.

- 2018 - Bohemian Rhapsody - Ray Foster
- 2010 - Shrek Para Sempre - Shrek (voz)
- 2009 - Bastardos Inglórios - Ed Fenech
- 2008 - O Guru do Amor - Pitka
- 2007 - Shrek Terceiro - Shrek (voz)
- 2004 - Shrek 2 - Shrek (voz)
- 2003 - O Gato - O Gato
- 2003 - Voando alto - John Whithney
- 2002 - Austin Powers em o Homem do Membro de Ouro - Austin Powers, Goldmember, Dr. Evil e Igordão
- 2001 - Shrek - Shrek (voz)
- 1999 - Esquentando o Alasca - Donnie Schulzhoffe
- 1999 - Austin Powers: O Agente bond Cama - Austin, Dr. Evil e Igordão
- 1999 - Pete's Meteor
- 1998 - Studio 54' - Steve Rubell
- 1997 - Austin Powers - Um Agente Nada Discreto - Austin Powers e Dr. Evil
- 1993 - Quanto Mais Idiota Melhor 2 - Wayne Campbell
- 1993 - Uma Noiva e Tanto
- 1992 - Quanto Mais Idiota Melhor - Wayne Campbell
- 1989 - Elvis Stories - Elvis